# 竹中恭二
竹中恭二（1946年11月28日—）乃日本的企業家，曾任富士重工業（今速霸陸）第九任社長等職務。

## 生平簡歷
1946年（昭和21年）11月28日竹中恭二出生於大阪府，1965年自大阪府立住吉高等學校畢業後，進入大阪市立大學工學部就讀。大學畢業後，在1969年（昭和44年）4月進入富士重工業工作，歷任商品企劃本部主管、開發本部主管、綜合企劃本部副本部長等職務。
1998年12月爆發董事會會長川合勇在第七任社長任期內，涉嫌向防衛廳政務次官行賄的醜聞。同屬日產汽車出身的第八任社長田中毅迫於內部壓力，2001年6月時交棒給時任執行董事的竹中恭二。這是該公司自第二任社長吉田孝雄以來，睽違38年的內部直升社長。竹中領導該公司至2006年6月才交棒給森郁夫，並退居顧問一職。

## 內部連結
- 速霸陸

## 外部連結
- （日語）月刊BOSSｘWizBiz: 設立60年を経ても宿る　中島飛行機のDNA （页面存档备份，存于）

| 富士重工業（今速霸陸）歷代社長 |                                |               |
| 前任： 田中毅                  | 第9任社長 2001年6月－2006年6月 | 繼任： 森郁夫 |